# フォニイ
「フォニイ」（英語: Phony）は、CeVIO AI「音楽的同位体 可不」を用いたボカロP・ツミキの楽曲である。

## 概要
2021年6月5日にYouTubeおよびニコニコ動画で公開された。作詞・作曲・編曲、映像の何れもツミキが制作したものである。ミュージックビデオのイラストはウエダツバサによる。
タイトルの「フォニイ」は英語で「偽物」を意味する言葉である。ツミキがアルバム『SAKKAC CRAFT』制作後により人のためになる普遍的なものを描きたいという想いのもと、その第1弾として投稿した楽曲である。ツミキが得意とする脳裏に残るメロディーの運びと、良い意味で予想を裏切る曲展開、そして文学的な歌詞といったスタイルが特徴である。ツミキは可不について、従来のボーカロイドが声の音が鳴る楽器としての側面が強かったのに対し、きちんと伝わる血の通った歌声となっており、それまでの合成音声ソフトウェアに比べて圧倒的に情報量が多いと評価している。本楽曲にもそういった機能が多分に反映されており、ツミキは従来のものを扱う際とはまったく違うボーカルアプローチで、新鮮で刺激的な制作だったと語っている。

## 収録
2022年2月25日にKAMITSUBAKI RECORDからリリースされた可不の1stアルバム『KAF+YOU KAFU COMPILATION ALBUM「シンメトリー」』のDISC2「真白のシンメトリー」に収録されている。

### ゲームへの実装
2022年10月3日より、ゲーム「プロジェクトセカイ カラフルステージ! feat. 初音ミク」に収録されている。

## 反響
ツミキの楽曲中では、最速で300万回再生を達成した作品である。YouTubeの総再生回数は2021年12月15日時点では1100万回超、2023年8月11日時点では4200万回再生超、そして2023年12月14日時点では4935万回超である。ニコニコ動画でも2021年内に「VOCALOID」タグが付けられて投稿されたボーカロイド曲の中で年内に100万回再生を達成した11曲の中の1つとなった。12月には、ダウンロードランキングでは94位にランクインしたほか、JOYSOUNDのカラオケに収録された影響でカラオケランキングでもトップ200にランクインした。

### ランキング
- 『週刊ニコニコインフォ』内の企画「ワクワクランキングWATCHING」
  - VOCALOID部門 - 『フォニイ』が2021年6月・7月・8月で1位を獲得[19][20]
  - 歌ってみた部門 - 6月・7月で1位を、8月は2位・3位を獲得[19][20]
- JAPAN Heatseekers Songs
  - 2021年12月15日のランキングで13位として初登場[8]
  - 2021年12月22日のランキングで12位[21]
  - 2021年12月29日のランキングで11位[22]
  - 2022年1月5日のランキングで13位[23]
  - 2022年1月12日のランキングで10位[24]
- Spotifyの「バイラルトップ50（日本）」
  - 2021年12月23日のランキングで10位[25]
- Billboard JAPAN UGCソングチャート“Top User Generated Songs
  - 2022年上半期 2位[26]

### 評価
- 歌手の宮本佳林は「22歳の思い出の曲」の一つとして『フォニイ』の名前を挙げ、フォニイは「難易度の高い楽曲」としつつも、楽しく癖になる曲だと語っている[27]。
- ライターのヒガキユウカは、ツミキの得意とするスタイルとCeVIOの可不の柔らかい歌声が合わさった曲だと評している[6]。
- ライターの杉山仁は、「五線譜を大きく上下するメロディーラインや、絶望を感じさせる歌詞が散りばめられ、約3分間のポップ曲として成り立っている」とし、『フォニイ』は「可不を象徴する楽曲となりそうだ」と語っている[7]。
- ライターの MarSali は、ツミキ独自の歌詞スタイルと音楽性の高いサウンドと、人間味のあるような可不のボイスが加わることで、独特の世界観ができ、癖になる楽曲だとしている[10]。

## カバー
様々な歌い手による二次創作が行われている。2021年11月12日には「音楽的同位体 可不」の音声の提供元であるバーチャルアーティスト花譜が可不とともにデュエットするカバー楽曲を公開した。また、花譜により近い歌声を再現できる音声合成ソフトウェア「可不(KAFU) collaboration with Synthesizer V AI」によるカバーが2023年12月13日に公開された。和楽器バンドによるカバーでは、ミュージックビデオがオリジナルのミュージックビデオのイラストを担当したウエダツバサによる書き下ろしイラストで構成され、ツミキとも対談が行われた。
そのほか、歌い手ではまふまふ、めいちゃん、メガテラ・ゼロなどが、バーチャルYouTuberでは星街すいせい、戌亥とこ、町田ちまなどがカバーしている。
- PARED - 1stフルアルバム『Room Night』（2022年3月16日発売）に収録[40]。
- 和楽器バンド - 『ボカロ三昧2』（2022年7月1日発売）に収録[31]。
- Afterglow［美竹蘭（佐倉綾音）］×96猫 - 『BanG Dream!』プロジェクトのリアルバンドが、カバー楽曲のオリジナルアーティストと共演する「エクストラ楽曲」として、2023年1月1日にゲーム『バンドリ! ガールズバンドパーティ!』（2023年1月1日追加）に収録[41][42]。
- 舎人仁花子（斉藤朱夏） - ゲーム『ワールドダイスター 夢のステラリウム』（2023年7月20日追加）に収録[43]。
- Lumin（ダイアナ・ガーネット）- カバーシングル『フォニイ』（2024年7月3日発売）に収録[44]。